# Ange-Freddy Plumain
Ange-Freddy Plumain (2 maart 1995) is een Franse voetballer die sinds 2025 speelt voor Hassania d'Agadir. 
Op 5 oktober 2012 maakte hij zijn debuut in het betaald voetbal voor RC Lens in de wedstrijd in de Ligue 2 tegen Chamois Niortais FC die Lens won met 1-0. Op 4 januari debuteerde hij bij Fulham onder coach René Meulensteen in de uitwedstrijd om de FA Cup tegen Norwich City FC als invaller voor Alexander Kačaniklić. Aan het einde van die maand speelde hij ook in de FA Cup-wedstrijd bij Sheffield United FC.